# 今井誉次郎

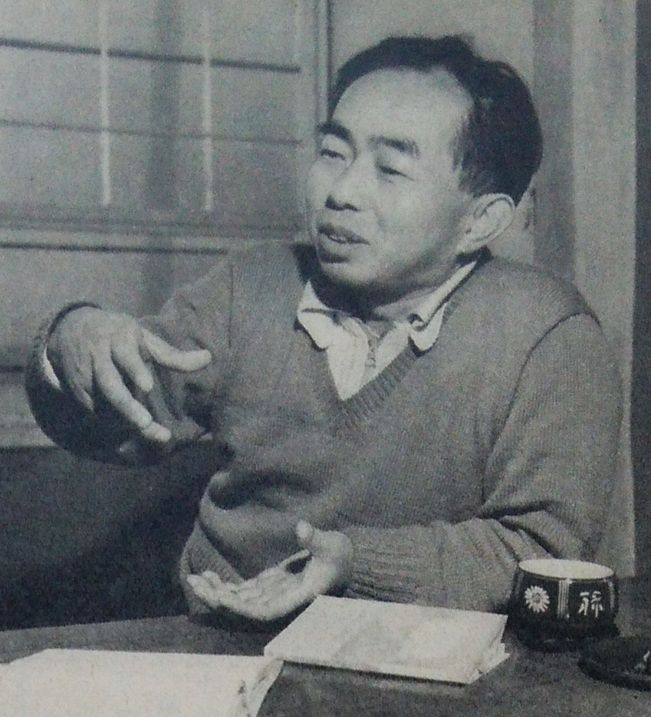
1953年

今井 誉次郎（いまい たかじろう、1906年〈明治39年〉1月25日 - 1977年〈昭和52年〉12月16日）は、日本の国語教育者、児童文学作家。

## 略歴
岐阜県出身。岐阜師範学校卒。岐阜県で小学校教師となり、のち上京、雑誌『綴方生活』の編集に携わる。東京で再度教師となり、1950年『農村社会科カリキュラムの実践』で毎日出版文化賞受賞。52年設立された日本作文の会委員長に就任。著作集全6巻がある。

## 著書
- 『新綴方教授法』厚生閣、1936年。
- 『ウレシイベンキャウ ガクカウトコドモ』四海書房、1943年。
- 『重宗芳水：モートルの父』第百書房、1943年。
  - 『重宗芳水：モートルの父』佐古利南編著（復刻版）、くるとん出版、2017年。ISBN 978-4-908140-08-2。
- 『農村社会科カリキュラムの実践』牧書店、1950年。
- 『帰らぬ教え子 教師の反省記録』東洋書館、1951年。
- 『まいにちの社会科記録』牧書店、1951年。
- 『教師としての出発』明治図書出版〈教育実践文庫〉、1952年。
- 『母と教師のための小学三年生作文教室』文化研究社、1952年。
- 『たぬきがっこう』泰光堂〈ひらがなぶんこ〉、1952年。
- 『新しい社会科教室』正続　新評論社　1953-55
- 『村に生きる教師』国土社、1953年。
- 『新しい村の少年たち』牧書店〈学校図書館文庫〉、1954年。
- 『国語教育論』明治図書出版、1955年。
- 『平賀源内』国土社〈少年伝記文庫〉、1955年。
- 『新しい道徳教育』国土社、1957年。
- 『子どもの村 今井誉次郎童話集 1〜6年生』国土社　1957
- 『生活綴方の認識と表現』明治図書出版、1959年。
- 『矛盾のなかの道徳教育』百合出版、1959年。
- 『さんきゅうさん』理論社、1960年。
- 『できる子にする教育』明治図書出版〈母と教師を結ぶ文庫〉、1960年。
- 『作文の授業入門』明治図書出版、1961年。
- 『おさるのキーコ』講学館』〈日本の子ども文庫〉1962年。
- 『こくごおうらい 小学校 1〜3年』講学館　1962
- 『ペンちゃんの中国旅行』牧書店、1962年。
- 『かめさんのふゆごもり』童心社〈美しい心シリーズ〉、1964年。
- 『教育生活五十年 わたしの生活綴方』百合出版。
- 『今井誉次郎著作集』全6巻　合同出版、1976-77

1 (生活綴方教育論 戦前編)1976
2 (生活綴方教育論 戦後編)　1976
3 (社会教育論)　1977
4 (国語教育論)　1977　
5 (教育・教師論)　1977
6 (児童文学編)　1977　
- 『伊能忠敬 かがやく日本地図』講談社火の鳥伝記文庫 1982

## 共編著
- 『先生の童話 一・二〜五・六年生』長谷健共編　四海書房　1942
- 『よい子にするために 子どもの幸福を守る相談』乾孝,早川元二共著　厚文社　1954
- 『教師のための作文教育法』編　河出書房　1956
- 『新しい道徳の発見 子どもに聞かせる生活の話』編　誠信書房　1957
- 『作文教育』峰地光重共著　東洋館出版社　1957　学習指導のあゆみ
- 『かんしんな子・えらい人 2年生』壺井栄,古谷綱武共編　盛光社　1964

## 参考サイト
- デジタル版日本人名大辞典の記事　コトバンク 2022年9月閲覧